# Pasaje de Lodares
El pasaje de Lodares es una histórica y monumental galería comercial y residencial ubicada en el centro histórico de la ciudad española de Albacete. 
Situado entre las calles Tinte y Mayor, esta edificación creada a imagen y semejanza de las galerías italianas pertenece a la arquitectura modernista de principios del siglo XX. 
El pasaje de Lodares de Albacete es, junto al pasaje Gutiérrez de Valladolid y al pasaje del Ciclón de Zaragoza, uno de los tres únicos ejemplos de este tipo de galerías que se conservan en España.
Es, según el diario El Mundo, una de las calles más bonitas de España y un icono de la ciudad.

## Historia

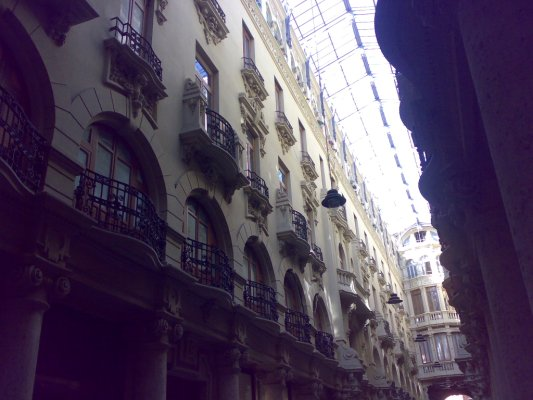
Vista del pasaje

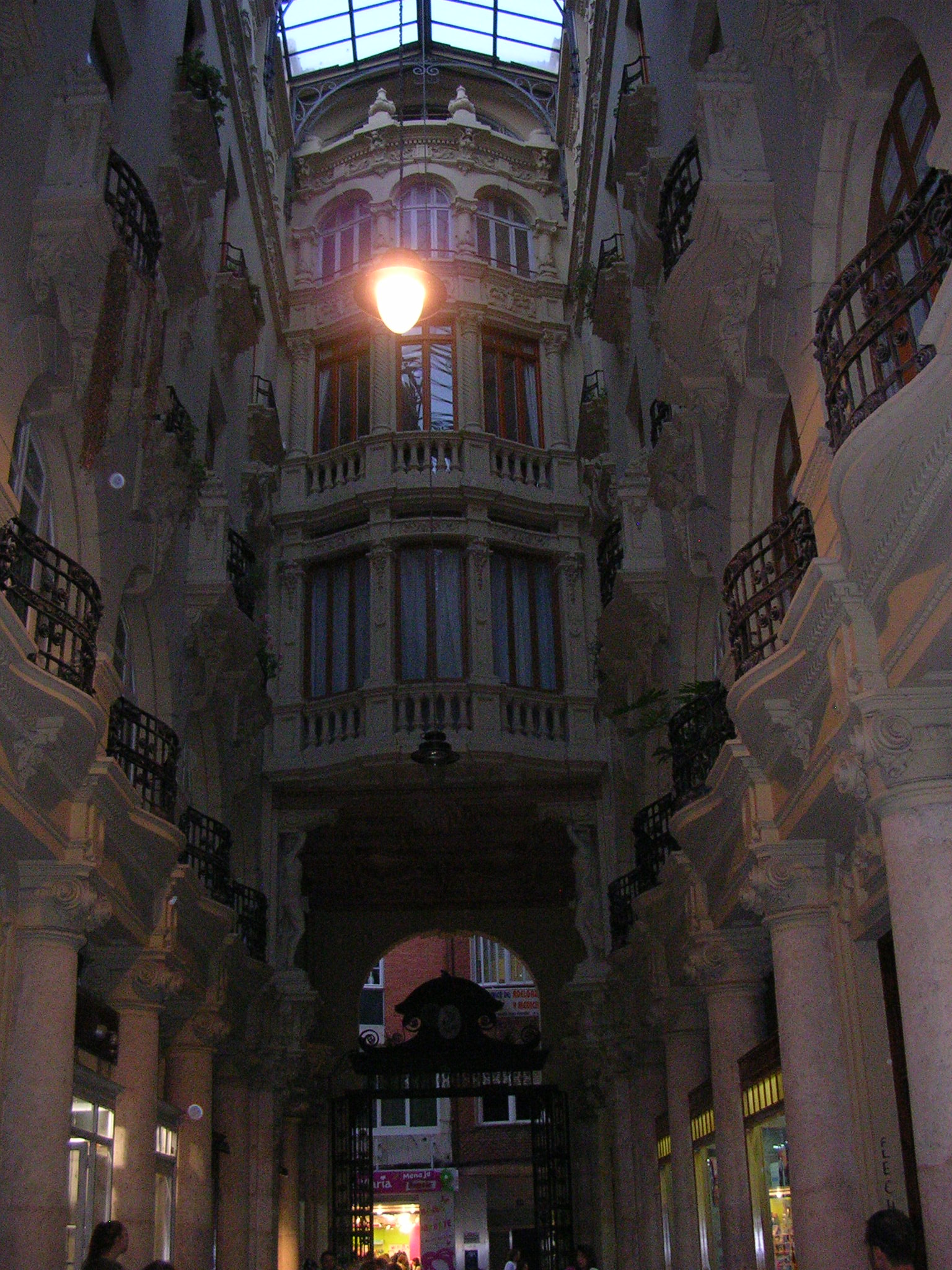
Frente interior del pasaje

Fue proyectado por el arquitecto valenciano Buenaventura Ferrando Castells en 1925, siguiendo una tendencia que llegó a España durante el reinado de Isabel II, evolucionó durante la Restauración borbónica y alcanzó su máxima expresión en el siglo XIX por influencia del resto de Europa.
Gabriel Lodares lo mandó construir a imagen y semejanza de las galerías comerciales existentes en Italia, con pisos destinados a un público con alto poder económico, así como los locales comerciales, por lo que se planteó como un pasaje particular y cerrado, si bien es de libre paso desde el amanecer hasta el anochecer para permitir el acceso a los comercios en él situados.

## Diseño y decoración
Está cubierto por un gran tragaluz de cristales con arcos de hierro que une dos céntricas calles, la del Tinte y la calle Mayor. 
La fachada de la calle del Tinte comprende una superficie más amplia y monumental, mientras la fachada de la calle Mayor es más modesta debido a que el propietario de la casa situada a su izquierda no accedió finalmente a un su venta. Debido a esto, dicha fachada es asimétrica y algunos de los locales comerciales son claramente más estrechos que el resto. En cuanto a su altura, consta de tres plantas de viviendas, además de una entreplanta con fines comerciales.
Cada extremo del local dispone de una gran puerta enrejada de hierro forjado, con un gran adorno en la parte superior en el que se leen las iniciales del nombre de Gabriel Lodares. 
Los locales están separados por columnas renacentistas con adornos modernistas y neobarrocas historicistas; en las fachadas se encuentran representados grandes fruteros y grupos de niños sosteniendo guirnaldas. 
Los herrajes del balcón principal fueron diseñados por el artesano rejero albacetense José Tejados. 
En el interior hay otras figuras alegóricas en forma de cariátides que presentan la Industria, con una rueda dentada; la Riqueza de la Tierra, portando una cornucopia; las Artes Poéticas, tocando una Lira y, por último, las Artes Liberales, sosteniendo una pequeña escultura y un martillo, todo ello se complementa con numerosas cabezas de Mercurio, dios del comercio.

## El Pasaje de Lodares en la cultura
En el emblemático monumento tuvo su sede hacia 1930 la primera radio que existió en Albacete, la EAJ 44, una de las más antiguas del país, fundada por la familia Cuevas, vinculada al periodismo. También fue la sede de la Asociación de Amigos de la Unión Soviética en la capital.
Buena parte de la película En provincia del director Ramón Gómez Redondo fue rodada en este espacio en 1974, en la que participaron actores como Marisa Paredes, Luis Ciges o Paco Merino.

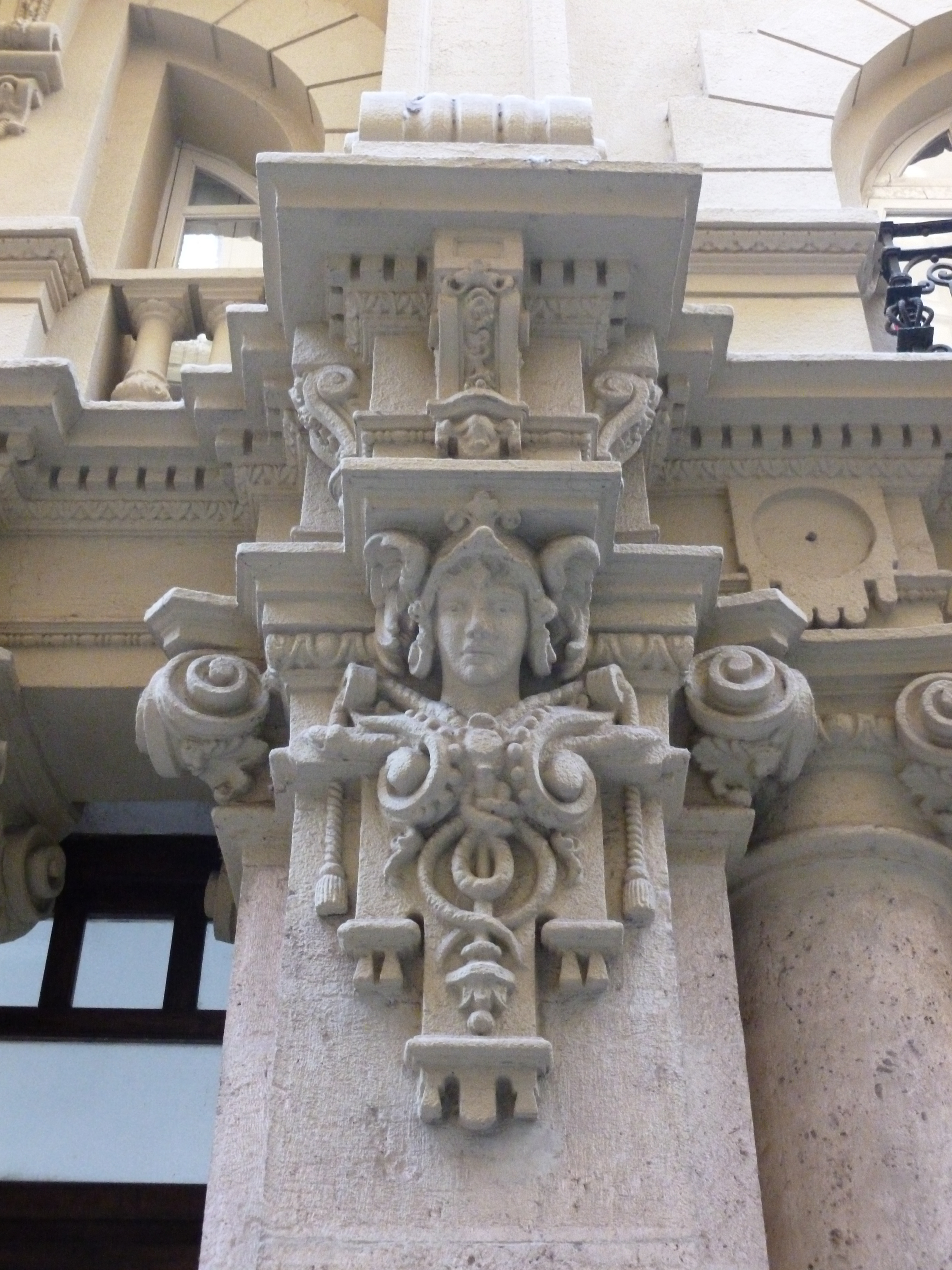
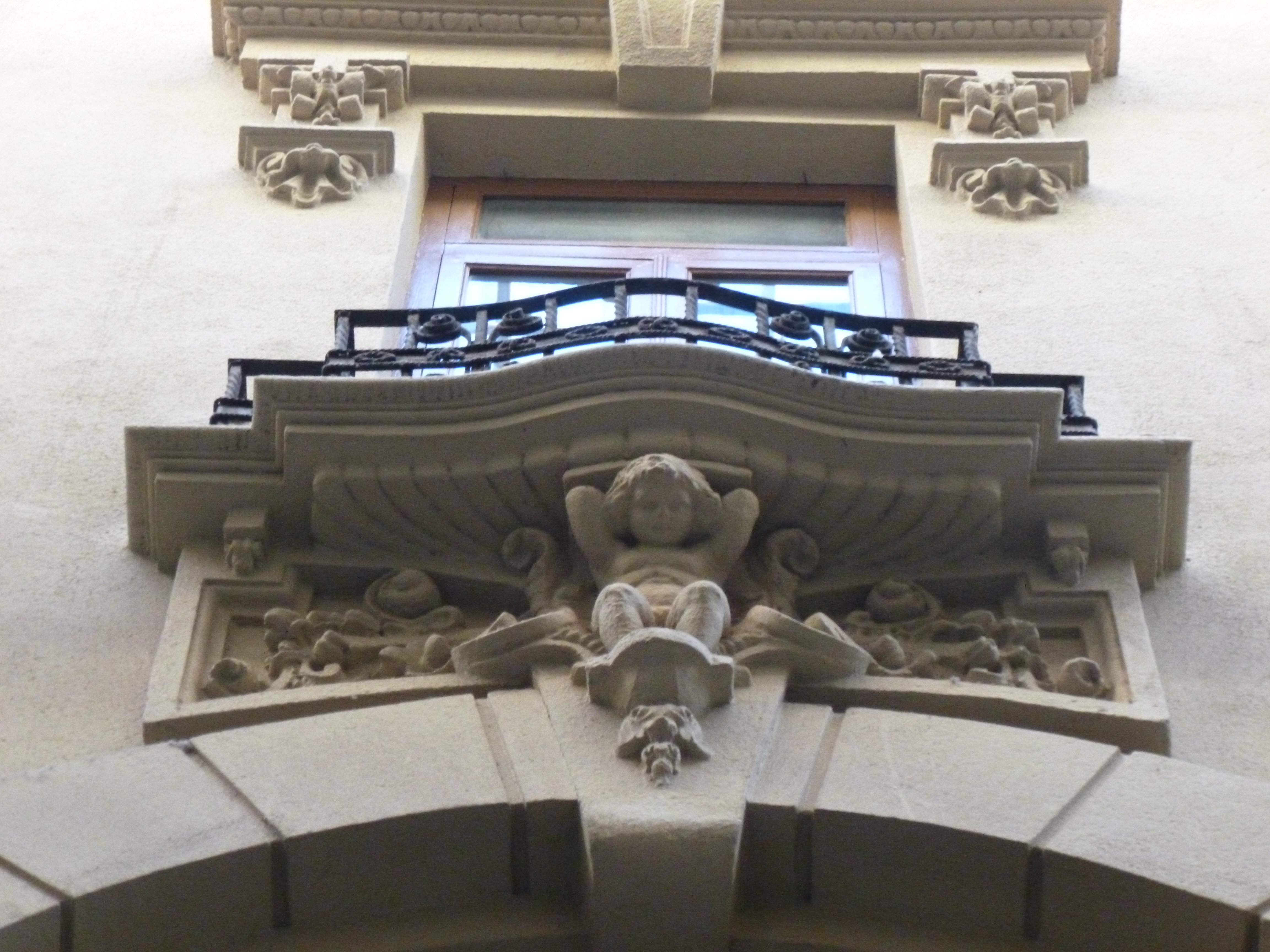
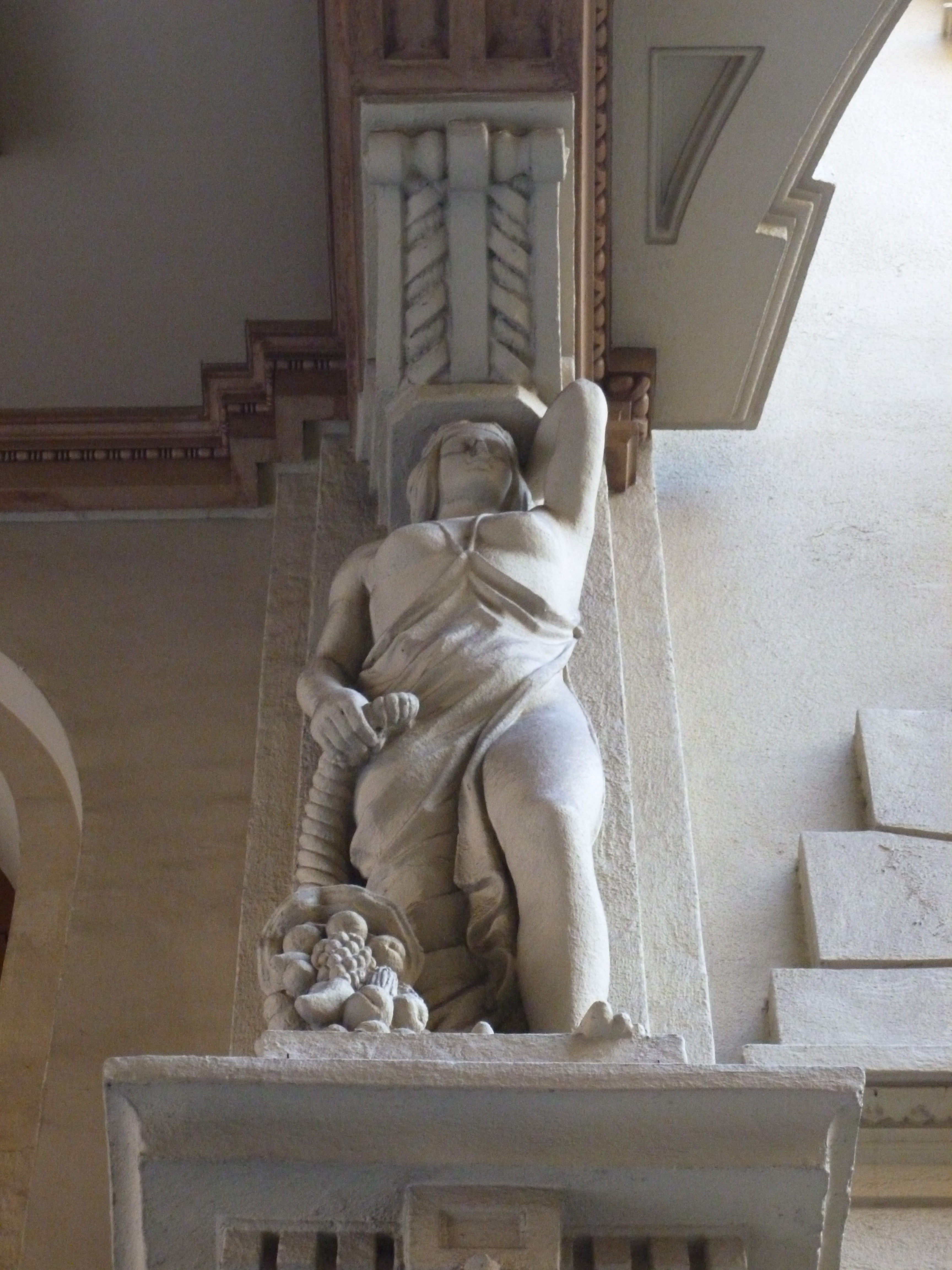
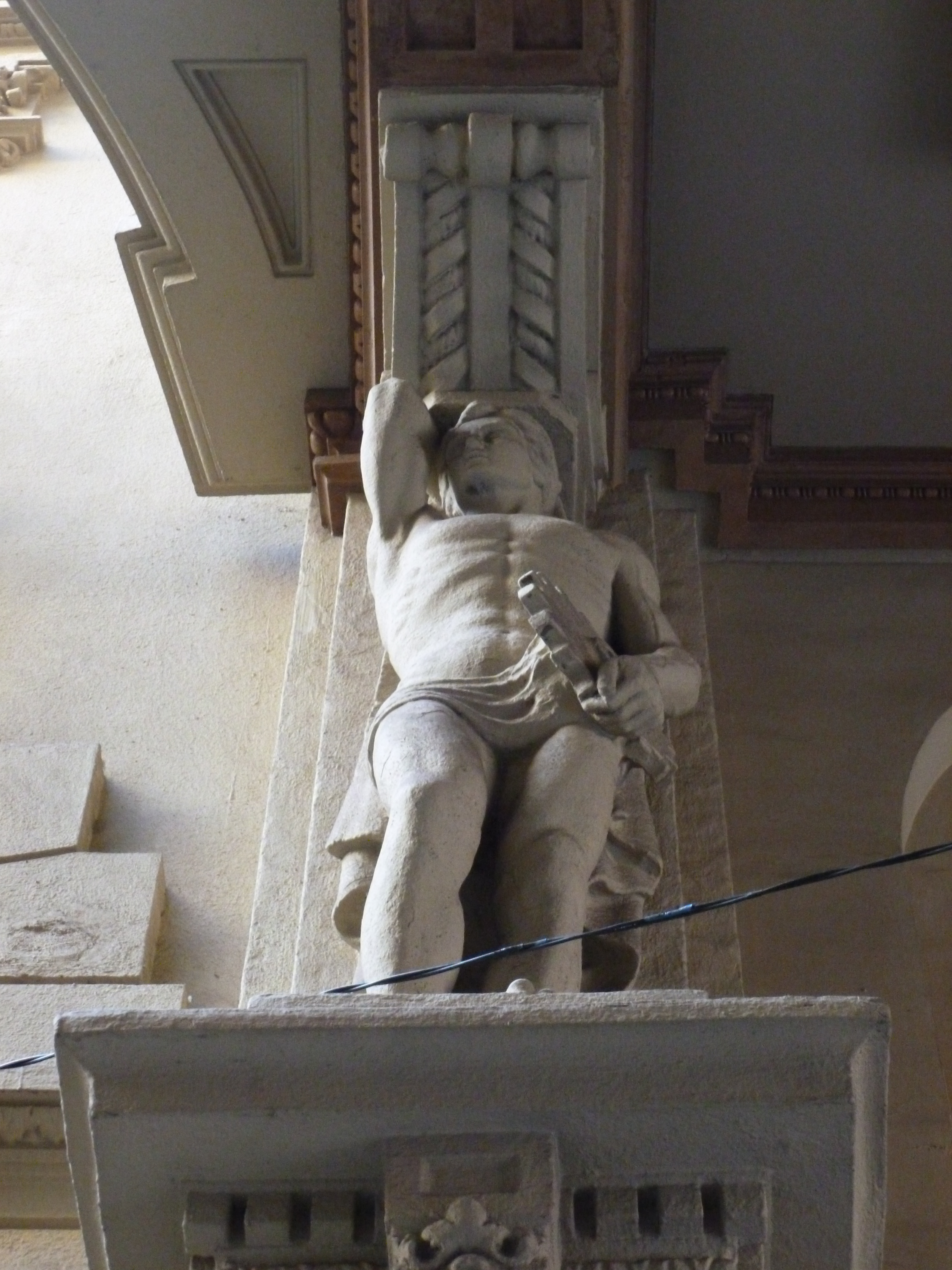
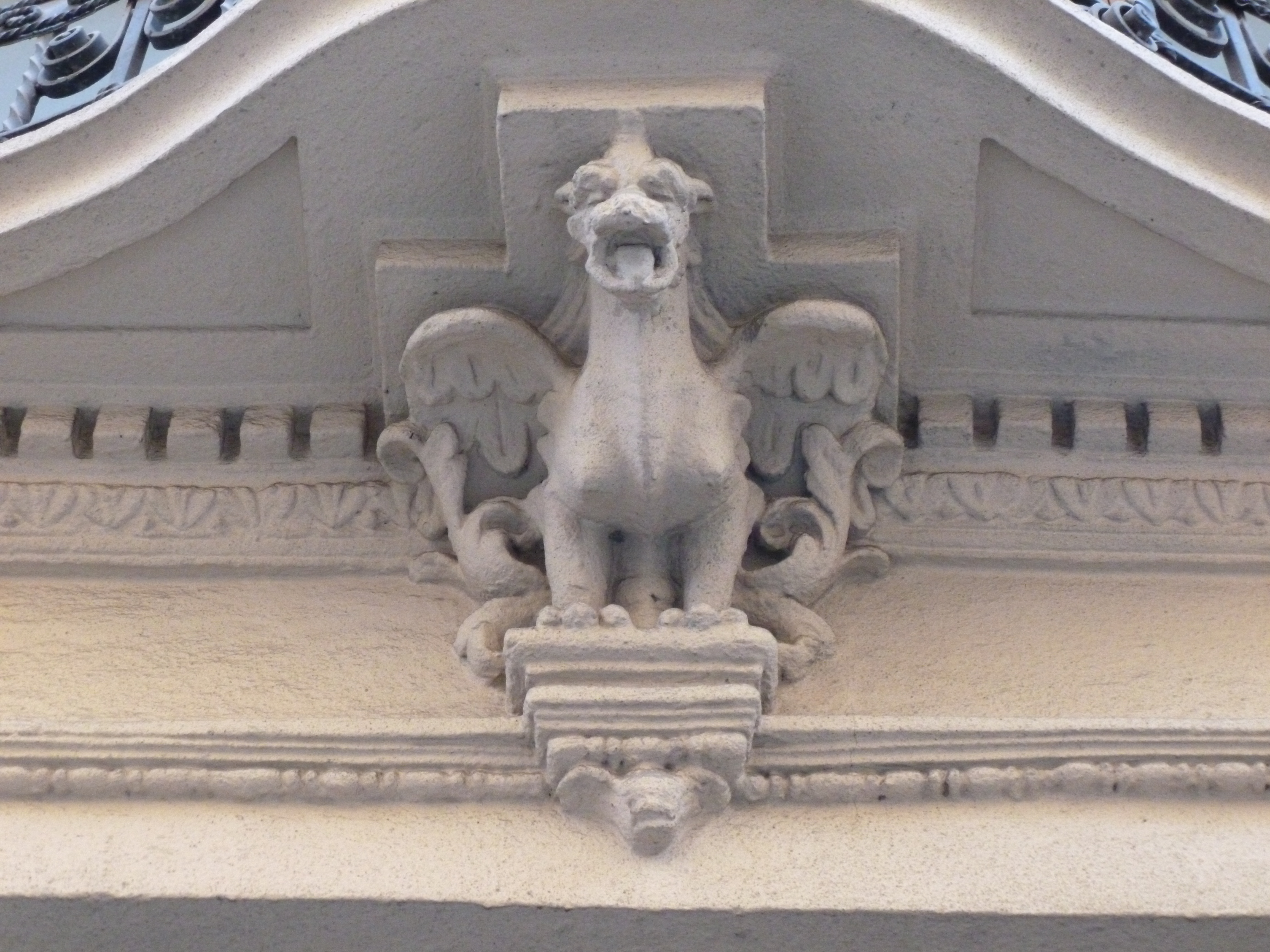
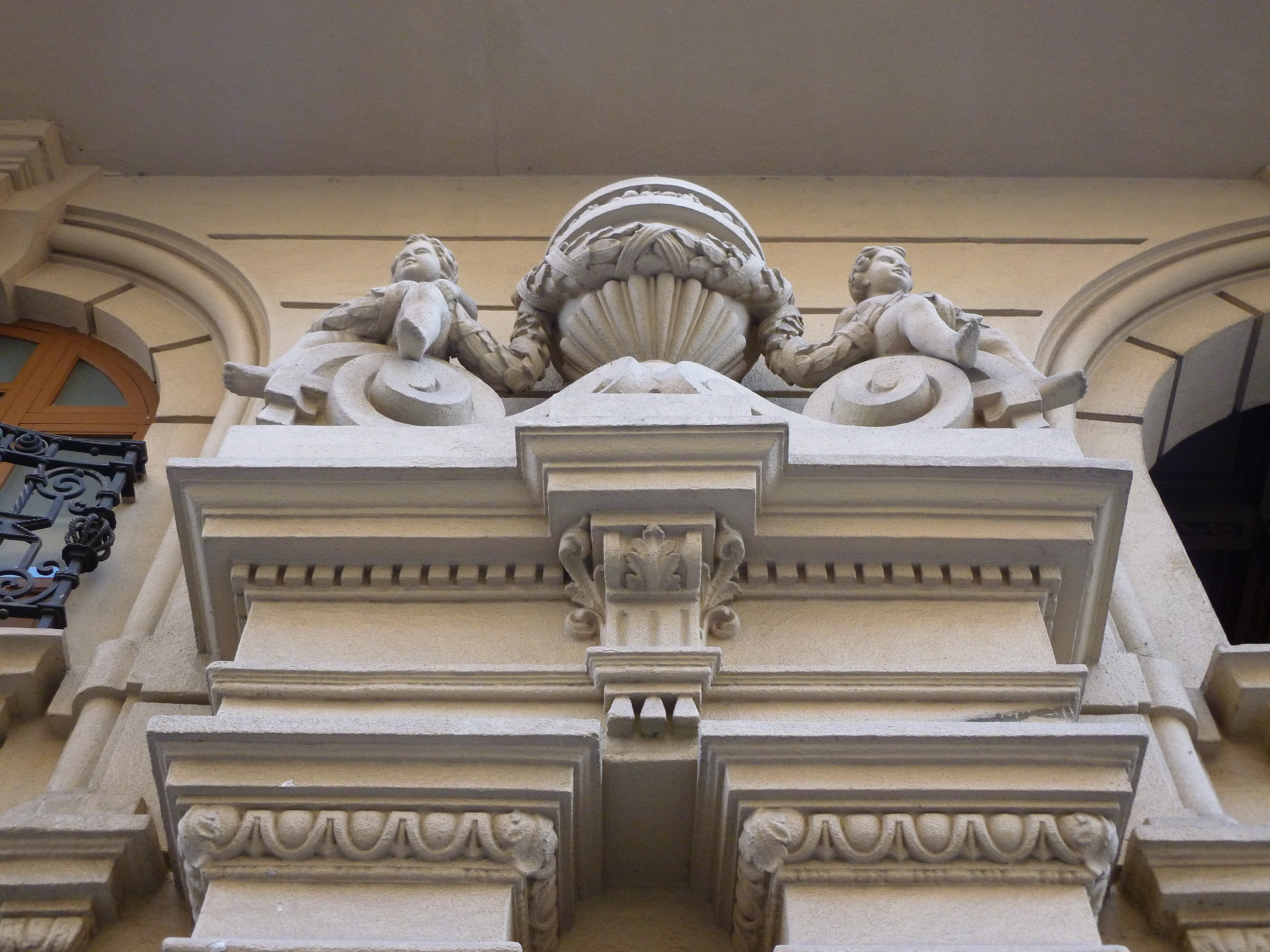
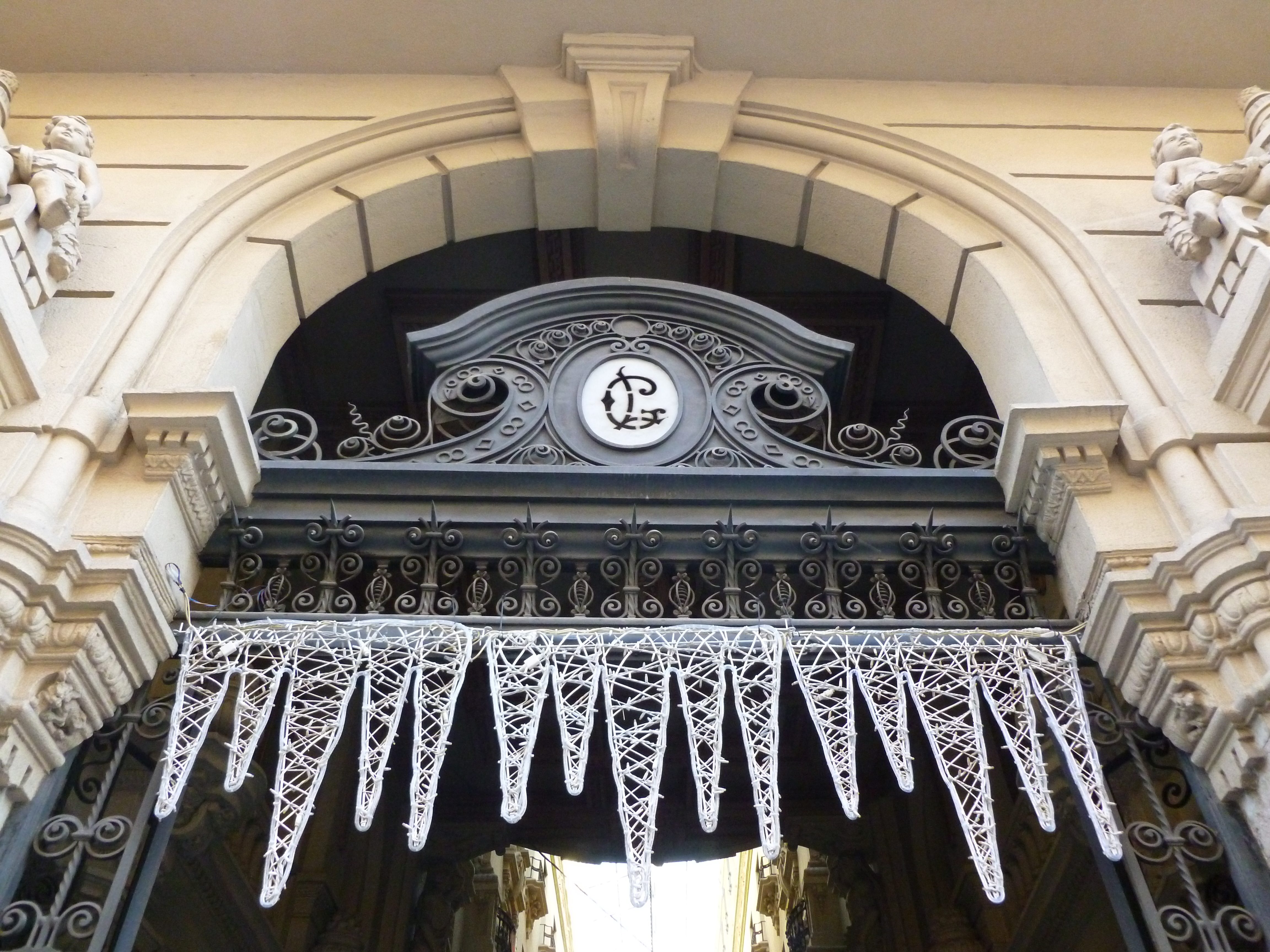